# Dănești (Harghita)
Dănești é uma comuna romena localizada no distrito de Harghita, na região histórica da Transilvânia. A comuna possui uma área de 61.73 km² e sua população era de 2425 habitantes segundo o censo de 2007.